# Gleb Sakharov
Gleb Sakharov (usbekisch Gleb Saxarov; * 10. Juni 1988 in Taschkent, Usbekistan) ist ein französisch-usbekischer Tennisspieler.

## Karriere
Gleb Sakharov trat zu Beginn seiner Karriere für Usbekistan an, bevor er sich im Jahr 2009 dazu entschied für Frankreich anzutreten. Sakharov spielt hauptsächlich Turniere auf der ITF Future Tour und der ATP Challenger Tour. Auf der Future Tour konnte er bereits zehn Einzel- und neun Doppeltitel gewinnen. Auf der Challenger Tour schaffte er in Saint-Brieuc mit dem Einzug in das Halbfinale, das er gegen Tobias Kamke verlor, sein bestes Ergebnis.
Zu seiner Premiere auf der ATP World Tour kam Sakharov 2017 in Gstaad. Er überstand die Qualifikation und startete im Hauptfeld des Einzels. Dort traf er auf den Schweizer Wildcard-Inhaber Antoine Bellier, den er in zwei Sätzen besiegen konnte. In der zweiten Runde schied er schließlich gegen den an Nummer 2 gesetzten Roberto Bautista Agut aus. Mit einem 168. Rang erzielte er im Oktober 2017 seine bisher beste Platzierung in der Weltrangliste.